# Târgoviște
Târgoviște ou Tîrgoviște (pronunciado: [tɨ r.ˈgo.viʃ.te]) é uma cidade do județ (distrito) de Dâmbovița, na Romênia. Situa-se na margem direita do rio Ialomița.

## População
| 1912  | 1930  | 1948  | 1956  | 1966  | 1977  | 1992  | 2002  | 2011  |
| 13041 | 22298 | 26038 | 24360 | 29763 | 61663 | 98117 | 89930 | 79610 |

## História
A cidade aparece em 1396, nos diários de viagem de Johannes Schiltberger. Posteriormente, ela se converteu na capital do voivodato da Valáquia, provavelmente durante o reinado de Mircea I (Mircea cel Bătrân), quando a Corte Real ("Curtea Domnească") foi criada. Posteriormente, Vlad Draculea (Vlad, o Empalador, Vlad Țepeș) mandou construir a torre Chindia, que atualmente é um símbolo da cidade.
Em 1597, Miguel, o Valente comandou e venceu uma batalha decisiva contra o Império Otomano em Târgoviște.
Depois que Constantin Brâncoveanu transferiu a capital para Bucareste, Târgoviște perdeu sua importância e a decadência econômica de sua população tem aumentado desde então.
Târgoviște, foi ademais o lugar de julgamento e execução do ditador Nicolae Ceaușescu e sua esposa Elena, em dezembro de 1989.

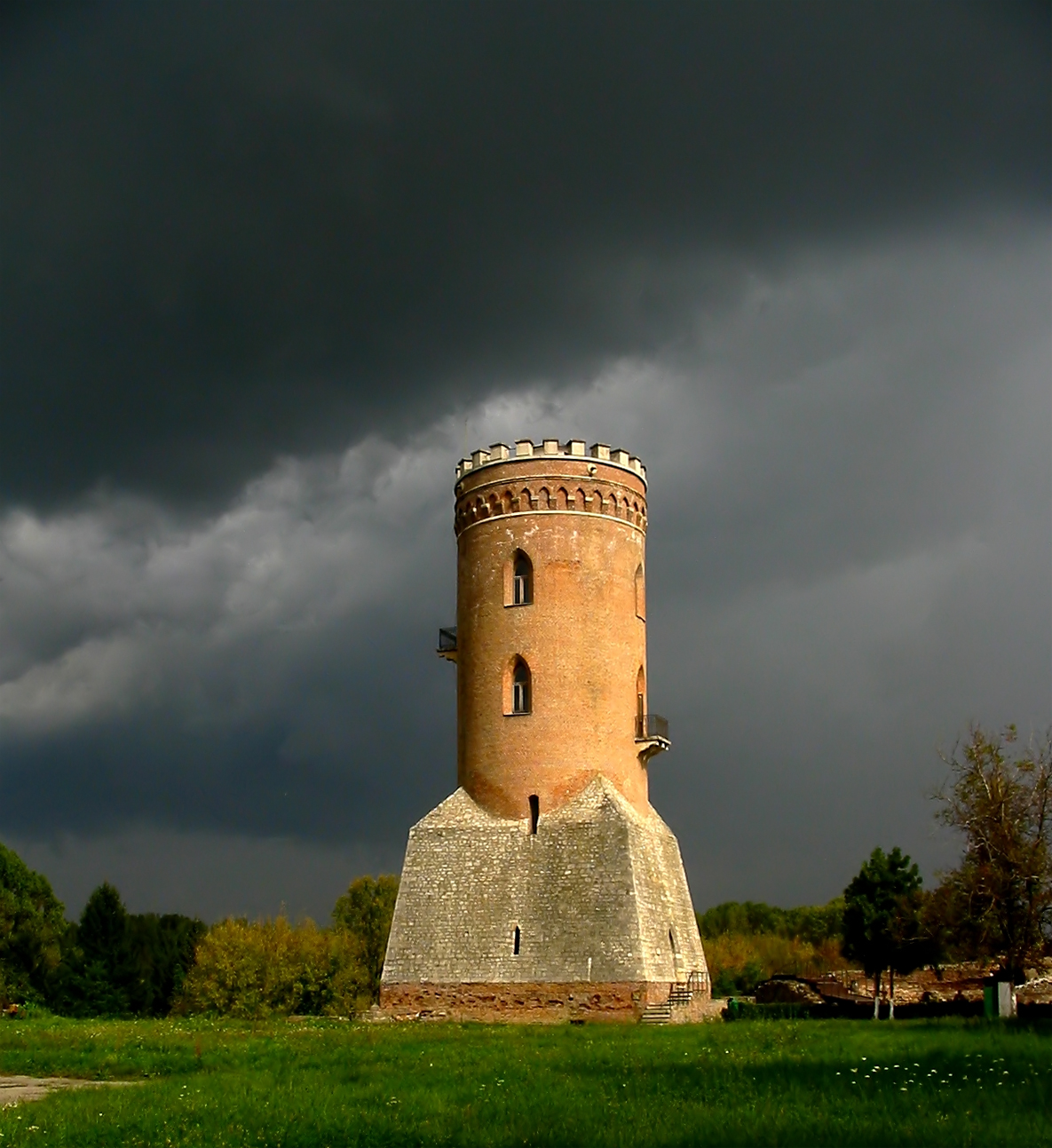
Torre Chindia, símbolo da cidade

## População

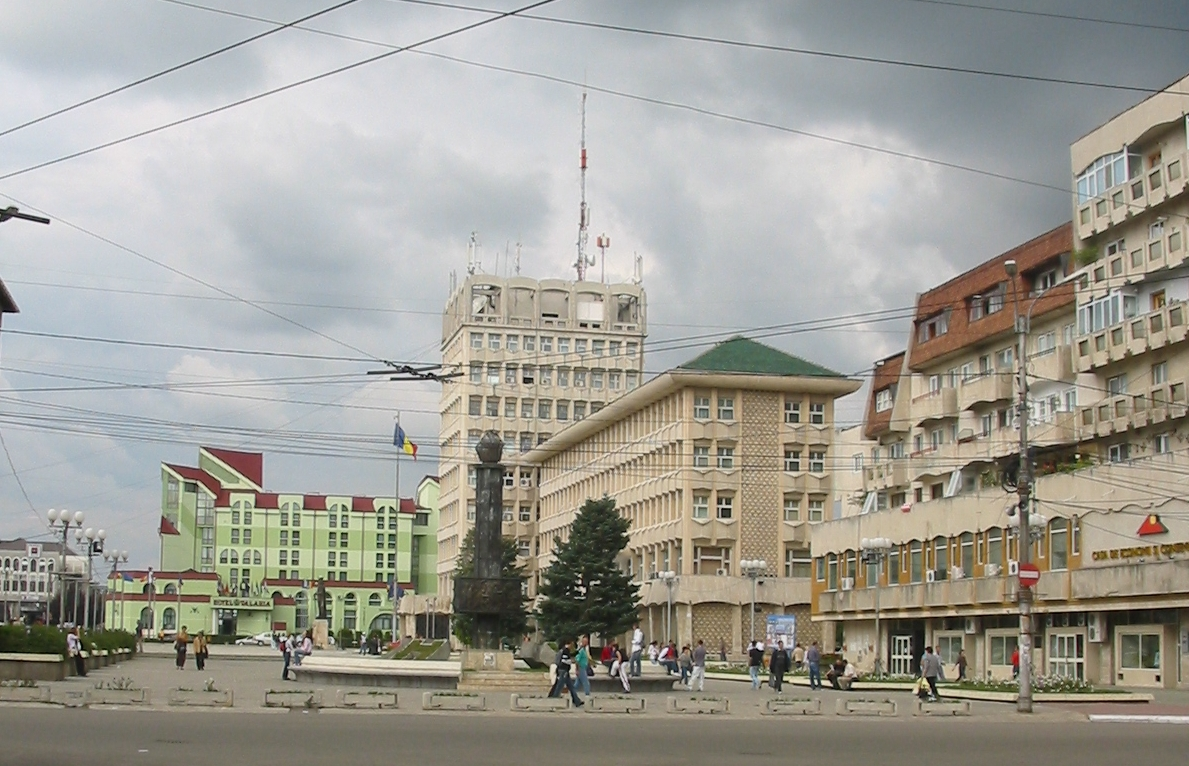
Centro de Târgoviște

De acordo com o Censo de 2011, Târgoviște possui 79.610 habitantes.

## Origem do nome
Curiosamente, há várias cidades com o mesmo nome (ainda que com diferente ortografia devido à tradução em diversos idiomas e às adaptações ao alfabeto cirílico), como na Bulgária e na Sérvia. O nome é de origem eslavo, da raiz tǎrg ("comércio" ou "mercado") com o sufixo -ište, topônimo. Portanto, o nome da cidade significa "lugar do mercado" ou "centro comercial".

## Cidades-irmãs
- Tărgovište, Bulgária
- Trakai, Lituânia
- Orvault, França
- Miami , Estados Unidos
- Corbetta, Itália
- Santarém, Portugal
- Vellinge, Suécia
- Castelló de la Plana, Espanha

## Pessoas famosas nascidas na cidade
- Ion Heliade Rădulescu (1802-1872), escritor, editor, filólogo e político.
- Alexandru Brătescu-Voinești (1868 - 1946), escritor.
- Vasile Blendea (1895 - 1988), pintor e escultor.
- Theodor Stolojan (1943), economista e político.
- Cornel Dinu (1948), jogador de futebol.
- Iulian Chiriță (1967), jogador de futebol.
- Laurențiu Reghecampf (1975), jogador de futebol.
- Claudiu Voiculeț (1985), jogador de futebol.